# Enrico de Franceschi
Enrico De Franceschi (Pàdua, 1885 - Torí, 7 o 8 de gener de 1945) fou un baríton i professor de cant italià.

## Biografia
Molt jove es va traslladar a l'Argentina on va començar els estudis musicals. Va debutar el 1907 i dos anys després d'una breu estada a Itàlia, va tornar a l'Argentina, on va cantar en els principals teatres d'Amèrica del Sud. Va treballar en la companyia d'òpera italiana de la temporada de 1909-1910 del Teatre Solís de Montevideo, participant en les òperes Aida de Giuseppe Verdi, Lucia di Lammermoor de Gaetano Donizetti, Rigoletto de Verdi, La Gioconda d'Amilcare Ponchielli, Carmen de Georges Bizet, Faust de Charles Gounod, Il trovatore de Verdi, Gli Ugonotti de Giacomo Meyerbeer, La forza del destino de Verdi, Il barbiere di Siviglia de Gioachino Rossini i Otello de Verdi, cantades totes elles en el transcurs de quinze dies, entre el 21 d'agost i el 5 de setembre de 1910.
L'any 1914 va fer la seva presentació al Teatre Olimpo de La Plata, on va interpretar les òperes Cavalleria rusticana de Pietro Mascagni, Pagliacci de Ruggero Leoncavallo i Rigoletto de Verdi.
Va participar en la temporada de 1916 del Teatro Colón de Buenos Aires, interpretant Lucia di Lammermoor al costat de Maria Barrientos. La temporada següent, la del 1917, va cantar al mateix teatre l'òpera Der Rosenkavalier de Richard Strauss (en italià), Manon de Jules Massenet, Pagliacci, Siberia d'Umberto Giordano, Tristan und Isolde de Richard Wagner (en italià), La bohème de Giacomo Puccini i Lodoletta de Pietro Mascagni, en la seva estrena a Buenos Aires, amb una companyia que marxaria tot seguit a la temporada del Teatre Municipal de Rio de Janeiro, a la qual la figura més destacada era la del tenor italià Enrico Caruso. La companyia, formada a Buenos Aires i anomenada Gran Companyia Lírica del Teatro Colón, comptava també amb Gilda Dalla-Riza, Fanny Anitúa, Pedro Lafuente, Armand Crabbé i Marcel Journet, entre d'altres. Aquella temporada de Rio de Janiero, De Franceschi participà en les òperes Siberia (14 de setembre de 1917), L'elisir d'amore de Donizetti (15 de setembre), Lodoletta en la seva estrena en aquell teatre (17 de setembre), Tristan und Isolde (18 de setembre), La bohème (20 de setembre), Lo schiavo d'Antônio Carlos Gomes (21 de setembre) i Carmen (representació de comiat, 13 d'octubre). Un atapeït programa, com era habitual a l'època.
Al Colón de Buenos Aires va tornar en la temporada de 1919, interpretant Madama Butterfly de Puccini i La Damnation de Faust d'Hector Berlioz.
El 1921 va participar en la temporada del Teatre Solís de Montevideo, cantant al llarg del mes de juliol els papers de Barnaba de La Gioconda, de Figaro d'Il barbiere di Siviglia, de Giorgio Germont de La traviata de Verdi, d'Amonasro d'Aida, de Zurga de Les Pêcheurs de perles de Bizet, de Marcello de La bohème, d'Enrico de Lucia di Lammermoor, de Hamlet de l'òpera homònima d'Ambroise Thomas, de Scarpia de l'òpera Tosca de Puccini i d'Alfons XI a La favorite de Donizetti. Un repertori impressionant de nou en aquell teatre cantant al llarg d'un mes, en aquest cas amb la companyia d'Antonio Marranti, que també dirigia l'orquestra.
El 1921, després de la temporada sud-americana, va tornar a Itàlia. L'any 1922 va cantar La traviata al Teatro Comunale de Bolonya, al costat de la catalana Mercè Capsir. La temporada 1922-1923 va cantar dues òperes al Teatro dell'Opera di Roma (Teatro Costanzi): Il trovatore i Un ballo in maschera, totes dues de Verdi i totes dues començant l'abril de 1923. En la temporada 1925-1926 del Teatro Regio de Parma va tornar a cantar Un ballo in maschera, el mes de gener de 1926, al costat del català Josep Palet.
Va participar en la temporada 1928 del Teatro Vittorio Emanuelle de Milà, cantant Un ballo in maschera, i posteriorment va cantar Tannhaüser de Wagner al Teatro Grande de Brescia, abans de marxar cap a Barcelona, on, durant la temporada 1928-1929, va cantar el gener de 1929 al Gran Teatre del Liceu l'òpera Otello de Verdi.
El setembre de 1929 va cantar el paper de baríton principal de Rigoletto a Praga al Teatre Nacional. L'agost de 1931 va cantar Rigoletto a l'Òpera de l'Estat de Viena, al costat de Tomaso Alcaide com a Duc de Mantua i Tatiana Delfino Menotti com a Gilda. Aquest paper va ser un dels que més vegades va representar. Al final de la seva carrera el va tornar a cantar al Teatro Regio de Parma, on escenari on cantaria dies més tard Il trovatore. Abans cantava un altre paper dramàtic de baríton, el de Scarpia de l'òpera Tosca, al Teatro Regio de Parma, el desembre de 1936, sota la direcció de Franco Capuana.
El 1938 tornava a La Scala de Milà, ara per interpretar Madama Buttferfly de Puccini, sota la direcció de Victor de Sabata, al costat d'Iris Adami Corradetti (Madama Butterfly) i Giuseppe Lugo (Pinkerton). El 30 de gener de 1939 va participar en l'estrena d'una nova òpera, La canzone di San Giovanni, amb música de Giuseppe Pietri i llibret d'Arturo Rossato, estrenada al Teatro del Casino de San Remo.
El desembre de 1943 va participar en una presentació de Tosca al Teatro del Monaco de Treviso. El 5 de gener de 1945 va participar a Torí, al Teatro del Popolo, d'una representació de Pagliacci, al costat de Clara Petrella. Pocs dies després va morir, segons sembla per suïcidi. El diari La Stampa va publicar la notícia de la sobtada defunció del cantant el 9 de gener: "s'ha trobat mort a una habitació d'un alberg de la ciutat el cadàver del baríton Enrico De Franceschi, de 62 anys. La tarda del diumenge el cantant va haver de ser substituït a causa d'un malestar sobtat". Va morir doncs el diumenge 7 de gener o potser l'endemà dia 8 al matí, just abans de ser descobert el seu cos per un altre membre de la companyia. El seu nom el 12 de gener de 1945 entre les defuncions recents, amb la següent línia: "De Franceschi, Enrico, 60, de Padova, artista, Medicina Legale".
Com a professor de cant, va tenir com alumne destacat a Milà al baríton espanyol Marcos Redondo.